# Busted Stuff
 (juin 2017).
Si vous disposez d'ouvrages ou d'articles de référence ou si vous connaissez des sites web de qualité traitant du thème abordé ici, merci de compléter l'article en donnant les références utiles à sa vérifiabilité et en les liant à la section « Notes et références ».
Albums de Dave Matthews Band
Everyday
(2001) Stand Up
(2005)
Singles
1. Where Are You Going
Sortie : 16 juillet 2002
2. Grace Is Gone
Sortie : 2002
3. Grey Street
Sortie : 2002

Busted Stuff est le cinquième album studio du groupe de folk rock américain Dave Matthews Band.
Sorti le 16 juillet 2002, il est immédiatement classé no 1 du Billboard 200,.

## Présentation
Produit par Stephen Harris, Busted Stuff est le deuxième album à ne pas être une collaboration avec le producteur, associé de longue date au groupe, Steve Lillywhite.
Neuf des onze titres sont des versions ré-enregistrées de chansons apparues une première fois sur un album que le groupe abandonnera en 2000 et qui est un projet connu sous le nom de The Lillywhite Sessions (en).
L'album comprend les succès Grey Street, Bartender et Where are you going?.
Where are you going?, le premier single de Busted Stuff, et You Never Know ne sont cependant pas des sessions Lillywhite.

## Liste des titres
Toutes les paroles sont écrites par Dave Matthews, toute la musique est composée par Dave Matthews Band.
| 1.    | Busted Stuff         | 3:48 |
| 2.    | Grey Street          | 5:08 |
| 3.    | Where are you going? | 3:53 |
| 4.    | You Never Know       | 5:54 |
| 5.    | Captain              | 3:46 |
| 6.    | Raven                | 5:38 |
| 7.    | Grace Is Gone        | 4:38 |
| 8.    | Kit Kat Jam          | 3:35 |
| 9.    | Digging a Ditch      | 4:47 |
| 10.   | Big Eyed Fish        | 5:04 |
| 11.   | Bartender            | 8:32 |
| 54:42 |                      |      |

### DVD bonus
Busted Stuff est publié avec un DVD bonus, intitulé Some Other Stuff, contenant deux performances en live à Boulder (Colorado) du 11 juillet 2001 — When The World Ends et Bartender — ainsi qu'une version studio de Bartender remastérisée en 5.1.
| 1. | When The World Ends                  |  |
| 2. | Bartender                            |  |
| 3. | Bartender (5.1 surround audio track) |  |

### Morceaux abandonnés
Les morceaux suivants sont issus des sessions d'enregistrement de Busted Stuff mais n'ont pas été retenus dans la version finale de l'album.
- JTR (précédemment enregistré lors des Lillywhite Sessions)
- Sweet Up and Down (précédemment enregistré lors des Lillywhite Sessions)
- Monkey Man (précédemment enregistré lors des Lillywhite Sessions)
- Counting the Stars (une version antérieure d'une chanson qui a fusionné avec une autre musique pour devenir You Never Know)
- Save Me (réenregistré ultérieurement pour l'album solo de Dave Matthews Some Devil (2003))
- Gravedigger (réenregistré ultérieurement pour l'album Some Devil (2003))

## Crédits
| - Dave Matthews : chant (frontman), guitare électrique et acoustique - Carter Beauford : batterie, chœurs - LeRoi Moore : saxophone, tin whistle, chœurs - Stefan Lessard : basse, guitare acoustique, dobro, piano, orgue Hammond - Boyd Tinsley : violon, chœurs | - Production : Stephen Harris - Mastering : Ted Jensen - Mixage : John Alagia - Ingénierie : John Nelson - Ingénierie (additionnel et assistant) : Jared Miller, Enrique Gonzalez Müller, Leff Lefferts, Thane Kerner - Direction artistique, design – Catherine Dee, Danny Clinch, David J. Matthews, Thane Kerner - Montage vidéo : Fenton Williams - Techniciens : Erik Porter (bass et Violon), Henry Luniewski (batterie), Robert "Monk" Montgomery (guitare), David Saull (vents) - Photographie : Danny Clinch assisté de Gary Ashley et Hannah Connors - A&R : Bruce Flohr, Patty McGuire |